# 1133 Lugduna
1133 Lugduna là một tiểu hành tinh vành đai chính bay quanh Mặt Trời. Nó hoàn thành một chu kỳ quay quanh Mặt Trời là 3 năm. Nó được phát hiện bởi H. Van Gent ngày 13 tháng 9 năm 1929 ở Johannesburg, South Africa. Lugdunum Batavorum được đặt tên Latin cho thành phố thuộc Katwijk, thuộc Leiden, Hà Lan. Tên ban đầu của nó là 1929 RC1.